# Železniční stanice Ra'anana darom
Železniční stanice Ra'anana darom (hebrejsky תחנת הרכבת רעננה דרום, Tachanat ha-rakevet Ra'anana darom, doslova Železniční stanice Ra'anana jih) je železniční stanice na postupně prodlužované železniční trati Tel Aviv–Ra'anana v aglomeraci Tel Avivu v Izraeli.
Leží v centrální části Izraele v Izraelské pobřežní planině, v hustě osídleném regionu Guš Dan, v nadmořské výšce cca 70 metrů. Je situována do nově postaveného dopravního koridoru, který prochází východozápadním směrem mezi městy Kfar Saba, Ra'anana, Hod ha-Šaron a Herzlija a kterým kromě nové železniční trati vede i silniční spojení dálničního typu (silnice 531).
Pro veřejnost byla stanice otevřena počátkem července 2018 v rámci zprovoznění několikakilometrového nového železničního úseku z města Hod ha-Šaron do Ra'anany. Trať je zčásti vedena pod zemí (pod úrovní terénu se nachází i samotné nástupiště a kolejový svršek) a její součástí jsou složité inženýrské stavby.